# Efekt autokinetyczny
Efekt autokinetyczny albo zjawisko autokinetyczne (niekiedy nazywane także złudzeniem Charpentiera) – jest to złudzenie wzrokowe, polegające na tym, że w bardzo ciemnym pomieszczeniu mały jasny punkt wydaje się ruchomy, mimo tego, że pozostaje w spoczynku. Dla różnych osób złudzenie przesunięcia punktu (dystans jaki ono pokonuje) jest różne, lecz dla tej samej osoby przesunięcie jest stałe.
Istnieje kilka teorii wyjaśniających ten fenomen. Jedna z przyjmowanych dzisiaj mówi, że jest to związane ze zmęczeniem mięśni oka, fiksujących na punkcie światła. Powoduje to błądzenie oka i w związku z tym mimowolny ruch punktu światła na siatkówce. Ponieważ ruchy gałki oka są mimowolne, a nie sterowane przez mózg, dodatkowo brakuje układu odniesienia (zjawisko to pojawia się jedynie w ciemnych pomieszczeniach) to mózg spostrzega ruchomy punkt światła, bowiem nie dostaje równoczesnej informacji od mięśni o błądzeniu oka.
Eksperymenty z wykorzystaniem efektu autokinetycznego przeprowadzał psycholog społeczny Muzafer Sherif, badając procesy grupowe zwłaszcza konformizm informacyjny (zobacz też: Eksperyment Sherifa).